# دانشکده زمین‌شناسی دانشگاه تهران
رشتهٔ زمین‌شناسی از سال ۱۳۰۷ هجری شمسی در دارالمعلمین به همراه سایر رشته‌های علوم تدریس شد و از سال ۱۳۱۳هجری شمسی به همراه رشتهٔ زیست‌شناسی تحت عنوان رشتهٔ علوم طبیعی در دانشکدهٔ علوم پایه دانشگاه تهران پایه‌گذاری و شکل گرفت. مستقل شدن این رشته به سال ۱۳۳۸ بر می‌گردد و در سال ۱۳۸۴ در پی تغییر ساختار دانشگاه تهران این رشته در قالب یک دانشکدهٔ جدید به نام دانشکدهٔ زمین‌شناسی دانشگاه تهران تأسیس شد. 
در حال حاضر مقاطع تحصیلی در این دانشکده شامل کارشناسی (لیسانس)، کارشناسی ارشد (فوق لیسانس) و دکترا(PhD) است.

## محل دانشکده زمین شناسی دانشگاه تهران
دانشکده زمین شناسی دانشگاه تهران در ضلع غربی دانشکدگان علوم ( پردیس علوم) دانشگاه تهران در ۳ طبقه واقع شده است .

## گرایش‌های تحصیلات تکمیلی در حال تدریس

### در مقطع کارشناسی ارشد
1. پترولوژی (سنگ‌شناسی آذرین و دگرگونی)
2. زمین‌شناسی اقتصادی (معدن)
3. زمین شناسی نفت
4. رسوب‌شناسی و سنگ‌شناسی رسوبی
5. چینه‌نگاری و فسیل‌شناسی
6. زمین‌شناسی مهندسی
7. زمین شناسی ساختاری (تکتونیک)
8. آب زمین شناسی (هیدروژئولوژی)

### دکترا
1. پترولوژی (سنگ‌شناسی آذرین و دگرگونی)
2. زمین شناسی نفت
3. رسوب‌شناسی و سنگ‌شناسی رسوبی
4. زمین شناسی اقتصادی
5. چینه‌نگاری
6. زمین‌شناسی مهندسی

## گروه های آموزشی
گرایش های تخصصی زمین شناسی در دانشکده زمین شناسی دانشگاه تهران به سه گروه مجزا تقسیم بندی شده است و هرگروه آموزشی به‌صورت تخصصی بر روی مسائل مربوط به خود فعالیت میکند ، گروه ها به شرح زیر است:
بخش سافت راک
شامل گرایش های:
1. زمین شناسی نفت
2. رسوب شناسی  وسنگ شناسی رسوبی
3. چینه نگاری و فسیل شناسی

بخش پترولوژی و زمین شناسی اقتصادی
شامل گرایش های:
1. زمین شناسی اقتصادی
2. پترولوژی

بخش مهندسی و تکتونیک
شامل گرایش های:
1. زمین شناسی مهندسی
2. آب زمین شناسی
3. زمین شناسی ساختاری ( تکتونیک)

## نحوه پذیرش در مقاطع مختلف تحصیلی
دانشکده زمین شناسی دانشگاه تهران هرساله از طریق کنکور سراسری  اقدام به جذب دانشجو در مقطع کارشناسی(لیسانس) میکند و در مقاطع تحصیلات تکمیلی از طریق دو شیوه ۱- استعداد های درخشان ( رتبه های برتر هر ورودی) ۲- آزمون های سراسری ( کنکور ارشد و کنکور دکترا  (PhD) ) با توجه به ظرفیت های اعلامی هرسال اقدام به جذب دانشجو مینماید.

## امکانات آموزشی و پژوهشی دانشکده زمین‌شناسی

### موزهٔ زمین‌شناسی شهید زراستوند
موزهٔ زمین‌شناسی در سال ۱۳۱۳ به همت  یدالله سحابی در محل فعلی دانشکدهٔ زمین‌شناسی تأسیس شد. در ابتدا امر نمونه‌های مختلف سنگ‌ها و کانی‌ها و فسیل‌ها از خارج کشور خریداری شد اما بعد از گذشت سالیانی به دلیل گسترش جذب دانشجو بیشتر نمونه‌های این موزه از داخل کشور گردآوری شد.

این موزه دارای مجموعهٔ کاملی از سنگ‌ها و کانی‌های منحصر به فرد از سراسر ایران و جهان‌است.

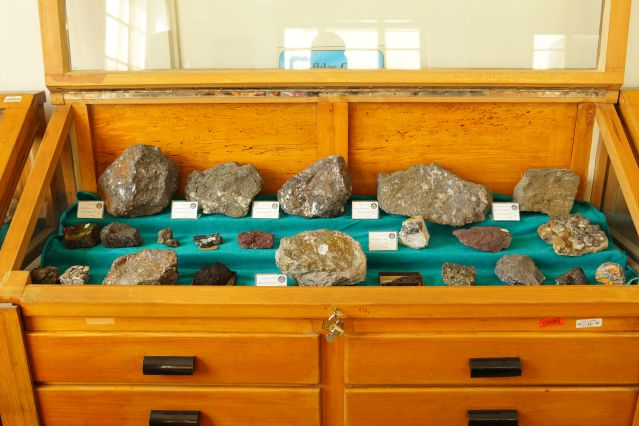
آزمایشگاه سنگ‌شناسی

### برخی آزمایشگاه‌های تخصصی
1. آزمایشگاه تکتونیک (ساختمانی)
2. آزمایشگاه فسیل گیاهی
3. آزمایشگاه فتوژئولوژی
4. آزمایشگاه ژئوشیمی
5. آزمایشگاه جدایش کانی
6. آزمایشگاه زمین‌شناسی اقتصادی
7. آزمایشگاه زمین‌شناسی مهندسی
8. آزمایشگاه مینرالوگرافی (کانی‌نگاری)
9. آزمایشگاه سنگ‌شناسی
10. آزمایشگاه رسوب‌شناسی
11. آزمایشگاه زمین‌شناسی فیزیکی
12. آزمایشگاه سنگ‌شناسی میکروسکوپی

۱۳-آزمایشگاه پالینولوژی

## ریاست و معاونین دانشکدهٔ زمین‌شناسی
- ریاست فعلی دانشکدهٔ زمین‌شناسی را حسین رحیم‌پور بناب، استاد تمام و دارای مدرک دکتری تخصصی (PhD) ژئوشیمی رسوبی از دانشگاه آدلاید عهده‌دار است.
- معاونت فعلی پژوهشی و تحصیلات تکمیلی دانشکده زمین شناسی  را وحید توکلی، دانشیار و دارای دکتری تخصصی (PhD) زمین شناسی نفت از دانشگاه تهران عهده دار است.
- معاونت فعلی آموزشی دانشکده زمین شناسی را جعفر حسن پور، دانشیار و دارای دکتری تخصصی (PhD) زمین شناسی مهندسی از دانشگاه تربیت مدرس عهده دار است.

## نشریه علمی - پژوهشی دانشکده زمین شناسی
ژئوپرشیا (Geopersia)  یک مجله دسترسی آزاد است ،  این مجله در زمینه علوم زمین شناسی است که هر دو سال یک بار توسط پردیس علوم دانشگاه تهران منتشر می شود. پردیس علوم از سال 1968 تا 2010  مجله علوم را که همه زمینه های علوم پایه را پوشش می داد منتشر می کرد. سپس تصمیم گرفته شد که مجلات پردیس علوم تخصصی تر باشند و از این رو انتشار ژئوپرسیا آغاز شد. مقالاتی که در  ژئوپرشیا(Geopersia) چاپ شده اند به صورت آنلاین در دسترس می باشد. مقالات با این شرط پذیرش می شوند که هیچ بخشی از کارهای ارائه شده قبلاً به صورت چاپی یا الکترونیکی منتشر نشده باشد و هیچ بخشی از کارهای ارائه شده در جای دیگری برای چاپ به صورت چاپی یا الکترونیکی در دست بررسی نباشد.
| صاحب امتیاز     | دانشگاه تهران      |
| --------------- | ------------------ |
| مدیر مسئول      | حسین رحیم پور بناب |
| سردبیر          | علی کنعانیان       |
| شاپا چاپی       | 2228-7817          |
| شاپا الکترونیکی | 2228-7825          |

## نشریه انجمن علمی دانشجویی زمین‌شناسی دانشگاه تهران ((آوای زمین))
مجله آوای زمین گاهنامه ای علمی تخصصی است که توسط انجمن علمی دانشجویی دانشکده زمین شناسی چاپ میشود .

## نشانی دانشکده زمین شناسی دانشگاه تهران
ایران-تهران- میدان انقلاب اسلامی -  پردیس مرکزی دانشگاه تهران - دانشکدگان علوم(پردیس علوم) - دانشکده زمین شناسی دانشگاه تهران